# Parathyma varina
Parathyma varina är en fjärilsart som beskrevs av Hans Fruhstorfer 1906. Parathyma varina ingår i släktet Parathyma och familjen praktfjärilar. Inga underarter finns listade i Catalogue of Life.